# 石川県道186号倉部成線
石川県道186号倉部成線（いしかわけんどう186ごう くらべなりせん）は、石川県白山市内を通る一般県道（石川県道）である。

## 路線概要
- 起点：石川県白山市倉部町952番1地先（＝倉部交差点・石川県道25号金沢美川小松線交点）
- 終点：石川県白山市成町82番5地先（＝成町交差点・石川県道291号三日市松任線交点）

起点は、白山市北部の海沿いにある倉部町。起点より南下し、北陸自動車道の高架をくぐり、石川広域農道と交差後、さらに南下する。下成団地を過ぎ、成町の西側を南下後、北陸本線を踏切でわたり、終点に至る。

## 歴史
- 1960年（昭和35年）10月15日：路線認定。

## 通過する自治体
- 石川県
  - 白山市

## 接続道路
- 石川県道25号金沢美川小松線（白山市倉部町・倉部交差点：起点）
- 石川県道195号倉部金沢線（白山市竹松町・竹松交差点）
- 石川県道291号三日市松任線（白山市成町・成町交差点：終点）

## 周辺
- 松任中央浄化センター
- 松任海浜公園
- 松任北部工業団地
- サン・コーポラス成町
- 県営相木住宅
- 市営相木住宅
- 白山市相木野球場
- 蕪城保育所
- ニッコー 本社・工場